# فيتوريو مارسيلي
فيتوريو مارسيلي (بالإيطالية: Vittorio Marcelli)‏ مواليد 3 يونيو 1944 في ماليانو دي مارسي، إيطاليا، هو دراج إيطالي سابق. سبق أن شارك في دورة الألعاب الأولمبية الصيفية وفاز بميدالية أولمبية.

## روابط خارجية
- فيتوريو مارسيلي على موقع أرشيف الدراجات (الإنجليزية)
- فيتوريو مارسيلي على موقع إحصائيات الدراجات الإحترافية (الإنجليزية)
- فيتوريو مارسيلي على موقع CycleBase (الإنجليزية)
- فيتوريو مارسيلي على موقع أوليمبيديا (الإنجليزية)
- فيتوريو مارسيلي على موقع اللجنة الأولمبية الإيطالية (الإيطالية)